# 箕宿二
箕宿二（δ Sgr、δ Sagittarii）是一颗位于黃道星座人馬座内的雙星，位于人马座的南邊，它的固有名稱是Kaus Media、Kaus Meridionalis和Media。它的視星等是 +2.70，使它以以肉眼就很容易看見。以視差測量它與地球的距離大約是348光年（107秒差距）。
這是一顆巨星，其光譜類型是K3 III。
它有三顆黯淡的伴星：
- 箕宿二B，视星等14等，离主星（箕宿二A）26角秒；
- 箕宿二C，视星等15等，离主星40角秒；
- 箕宿二D，视星等13等，离主星58角秒；

目前尚不知道这四颗恒星之间是否有物理联系或只是刚好在相同的方向上。

## 名稱和語源
- 英語的固有名稱Kaus Media、Kaus Meridionalis。其中Kaus來自阿拉伯 قوس qaws，'弓'的意思，media或Meridionalis是拉丁文， '中間的'的意思。
- 箕宿二和其它的：
  - 箕宿一（人馬座γ2）、箕宿三（人馬座ε）、斗宿六（人馬座ζ）、斗宿二（人馬座λ]]、斗宿四（人馬座σ）、斗宿五（人馬座τ）和斗宿一（人馬座φ）組成茶壺輪廓的星群：茶壺[8][9]。
  - 箕宿一、箕宿三和箕宿四（人馬座η）是阿拉伯星座的鴕鳥（Al Naʽām al Wārid（النعم الوارد））[10]。
  - 箕宿一和箕宿三是古阿卡德語Sin-nun‑tu或Si-nu-nu‑tum，意思是燕子[10]。
- 在古埃及天文學家Al Achsasi al Mouakket（英语：Al Achsasi al Mouakket）的星表Calendarium，箕宿二的名稱是Thani al Waridah，意思是第二個瓦莱达（英语：Warida）[11]。
- 在印度的占星體系，箕宿二稱為"Purvashada Nakshatra"。

## 外部連結
- Kaus Media